# Communauté de communes Saulx et Bruxenelle
La communauté de communes Saulx et Bruxenelle (CCSB) est une ancienne communauté de communes française, située dans le département de la Marne et la région Grand Est.

## Historique
Le District de la Saulx a été créé en 1992 à l'initiative d'élus des communes de Sermaize les Bains, Pargny sur Saulx, Étrepy) et Maurupt le Montois. Les communes de Trois-Fontaines et Cheminon ont adhéré à ce district en 1999 et 2002
Le 1er janvier 2013, la commune de Trois-Fontaines-l'Abbaye, antérieurement membre de l'intercommunalité,  l'a quittée pour rejoindre la communauté de communes de Saint-Dizier, Der et Blaise, transformée depuis en communauté d'agglomération.
Le 1er janvier 2014, les deux communes de Blesme et Saint-Lumier-la-Populeuse, antérieurement membres de la communauté de communes de Val de Bruxenelle, sont rattachées à la communauté de communes Saulx et Bruxenelle. La communauté du Val de Bruxenelle, qui ne regroupe plus aucune commune, est supprimée à cette occasion.
Conformément aux prévisions du schéma départemental de coopération intercommunale (SDCI) de la Marne du 30 mars 2016, la communauté de communes fusionne (sans les communes de Cheminon et Maurupt-le-Montois qui rejoignent la nouvelle Communauté d'agglomération Saint-Dizier, Der et Blaise) le 1er janvier 2017 avec la communauté des « Côtes de Champagne et Saulx » (35 communes) pour former la nouvelle communauté de communes Côtes de Champagne et Val de Saulx.

## Territoire communautaire

### Composition
L'intercommunalité était composée de sept communes au 1er janvier 2016:
| Nom                        | Code Insee | Gentilé      | Superficie (km2) | Population (dernière pop. légale) | Densité (hab./km2) |
| -------------------------- | ---------- | ------------ | ---------------- | --------------------------------- | ------------------ |
| Sermaize-les-Bains (siège) | 51531      | Sermaiziens  | 17,69            | 1 979 (2014)                      | 112                |
| Cheminon                   | 51144      | Cheminoniers | 27,60            | 622 (2014)                        | 23                 |
| Étrepy                     | 51240      | Stirpiens    | 7,63             | 137 (2014)                        | 18                 |
| Maurupt-le-Montois         | 51358      | Mauruptois   | 18,12            | 577 (2014)                        | 32                 |
| Pargny-sur-Saulx           | 51423      | Pargnysiens  | 12,44            | 1 945 (2014)                      | 156                |
| Blesme                     | 51068      | Blesmois     | 6,70             | 220 (2014)                        | 33                 |
| Saint-Lumier-la-Populeuse  | 51497      |              | 2,38             | 46 (2014)                         | 19                 |

## Fonctionnement

### Siège
La communauté de communes avait son siège à Sermaize-les-Bains, Rue Lombard.

### Élus
La communauté de communes était administrée par son Conseil communautaire, composé de 22 conseillers communautaires, qui étaient des conseillers municipaux  représentant chaque commune membre, répartis, pour la mandature 2014-2020, à raison de : 
- deux conseillers pour les communes dont la population est inférieure à 500 habitants ;
- troisconseillers pour les communes dont la population est comprise entre 500 et 1499 habitants ;
- 
cinq conseillers pour les communes de 1 500 habitants et plus.        
Le conseil communautaire du 14 avril 2014 a élu son nouveau président, Joël Chantereaux, conseiller municipal de Sermaize-les-Bains, ainsi que trois vice-présidents, élus des communes de Blesme, Maurupt-le-Montois et Saint-Lumier-la-Populeuse.

### Liste des présidents
| Période                                  | Période       | Identité         | Étiquette | Qualité                                            |
| ---------------------------------------- | ------------- | ---------------- | --------- | -------------------------------------------------- |
| Les données manquantes sont à compléter. |               |                  |           |                                                    |
| ?                                        | 2014          | Michel Journet   |           | Maire de Cheminon (2008 → 2014)                    |
| 14 avril 2014                            | décembre 2016 | Joël Chantereaux |           | Artisan Conseiller municipal de Sermaize-les-Bains |

### Compétences
Nombre total de compétences exercées : 21.
L'intercommunalité exerçait les compétences qui lui avaient été transférées par les communes membres, conformément aux dispositions du code général des collectivités territoriales.

### Régime fiscal et budget
La communauté de communes percevait une fiscalité additionnelle aux impôts locaux des communes, sans FPZ (fiscalité professionnelle de zone) et sans FPE (fiscalité professionnelle sur les éoliennes).

## Projets et réalisations
Environnement
La communauté de communes gère une déchèterie et une station d'épuration.
Relais de services publics
L'intercommunalité gère depuis 2009 un relais de services publics, avec une implantation  à Sermaize-les-Bains et à Pargny-sur-Saulx, qui a accueilli 1435 visiteurs au second semestre 2010.